# Gerontofilie
Gerontofilie je náklonnost či sexuální zaměření vůči starým osobám. Člověk s tímto typem sexuálního zaměření je označován jako gerontofil. Slovo „gerontofilie“ bylo poprvé použito v roce 1901 Richardem von Krafft-Ebingem a vychází z řeckého „geron“ (stařec) a „filia“ (láska). I přesto, že je gerontofilie řazena mezi parafilie, není obsažena v žádném z klasifikačních seznamů poruch, jakými jsou Diagnostický a statistický manuál duševních poruch a Mezinárodní klasifikace nemocí.
Zpravidla se projevuje citovou náklonností, intenzívnějším prožíváním nebo potřebou citově významných vztahů k nim, schopností se do nich zamilovat, obvykle též specificky vyšší genitální reaktivitou, touhou po fyzické přítomnosti nebo orgasmických aktivit k těmto osobám. Jednou z variant gerontofilie je graeofilie. 